# منتخب فيتنام لكرة الصالات للسيدات
منتخب فيتنام لكرة الصالات للسيدات (بالفيتنامية: Đội tuyển bóng đá trong nhà nữ quốc gia Việt Nam)‏ هو ممثل فيتنام الرسمي في المنافسات الدولية في كرة الصالات للسيدات
. تأسس في 2007.